# جنتلمنی از بمبئی
جنتلمنی از بمبئی (به هندی: Bombai Ka Babu) فیلمی محصول سال ۱۹۶۰ و به کارگردانی راج کوسلا است. در این فیلم بازیگرانی همچون دو آناند، سوچیترا سن، جوان، آچالا ساچدف، جاگدیش راج، نظیر حسین و رشید خان ایفای نقش کرده‌اند.